# Тихомиров, Иван Александрович
Иван Александрович Тихомиров (1852—1928) — русский писатель, исследователь русских летописей.

## Биография
Родился 26 января (7 февраля) 1852 года в селе Юдино Мокшанского уезда Пензенской губернии, в семье потомственного священника Александра Матвеевича Тихомирова; был вторым ребёнком.
Учился в Пензенском уездном духовном училище (1860—1866) и Пензенской духовной семинарии (1866—1870). Затем окончил курс в Санкт-Петербургском историко-филологическом институте (1874). Был направлен в Ревельскую мужскую Александровскую гимназию; затем, с января 1878 года по октябрь 1885 года преподавал латинский язык и историю в Царскосельской гимназии. Затем был директором Троицкой гимназии в Оренбургской губернии, где также преподавал историю в выпускных классах и греческий язык. Там, в ноябре 1888 года, он женился на баронессе М. М. фон Котц, которая оставила должность начальницы Троицкой женской прогимназии посвятила себя воспитанию троих детей.
В 1900 году он получил чин действительного статского советника. В Пензенской губернии им было приобретено 260 десятин земли.
Два года (с сентября 1906 по август 1908 года) он был по личному прошению в отставке. С августа 1908 года он был преподавателем и председателем педагогического совета женской гимназии, а в августе 1912 года был назначен директором Екатеринбургского учительского института.
Несколько поколений российских гимназистов учились по составленному им «Атласу по всеобщей и русской истории». он также был автором статей в «Журнале министерства народного просвещения»: о «Сборнике, именуемом Тверскою летописью» (1876), «О первой Псковской летописи» (1883 и 1890), «О Лаврентьевской летописи» (1884), «О Т.-пономаре, упоминаемом в синодальном списке первой новгородской летописи» (1887), «О новгородских летописях» (1892), «О составе западно-русских, так наз. литовских летописей» (1901). Также он печатался в «Вестнике Европы», «Русском обозрении», «Древней и Новой России», «Чтениях Московского общества истории и древностей».
Деятельность И. А. Тихомирова была отмечена рядом наград: ордена Святой Анны 1-й и 2-й степеней, ордена Святого Станислава 1-й (1903), 2-й и 3-й степеней, ордена Св. Владимира 3-й степени (1896).
Похоронен на Дмитриевском кладбище Троицка Челябинской области.
В марте 2012 года по инициативе сотрудников Троицкого педагогического колледжа и Троицкого краеведческого музея прошли первые «Тихомировские чтения»; 14 марта 2014 года на фасаде здания педагогического колледжа была открыта мемориальная доска памяти И. А. Тихомирова.